# Linea Howlett
La linea Howlett è stata una linea difensiva scavata nel maggio 1864 dall'esercito confederato durante la campagna di Bermuda Hundred della guerra di secessione americana. 
La linea attraversava la penisola di Bermuda Hundred dal fiume James fino all'Appomattox.
La linea - così chiamata per la Howlett House, che sorgeva all'estremità settentrionale della stessa - venne costruita a seguito della battaglia di Ware Bottom Church (20 maggio 1864) e aveva lo scopo di contenere l'avanzata dell'Armata del James del generale nordista Benjamin Butler  permettendo al generale confederato Robert Edward Lee di evacuare le sue posizioni.